# Heteromysis mureseanui
Heteromysis mureseanui is een aasgarnalensoort uit de familie van de Mysidae. De wetenschappelijke naam van de soort werd voor het eerst geldig gepubliceerd in 1986 door Mihai Băcescu.